# Jessica Hewitt
Pour les articles homonymes, voir Hewitt.
Jessica Hewitt est une patineuse de vitesse sur piste courte canadienne née le 9 octobre 1986 à Langley, en Colombie-Britannique. Elle a remporté une médaille d'argent lors de l'épreuve du relais aux Jeux olympiques d'hiver de 2014, à Sotchi.